# Fotografické pozadí

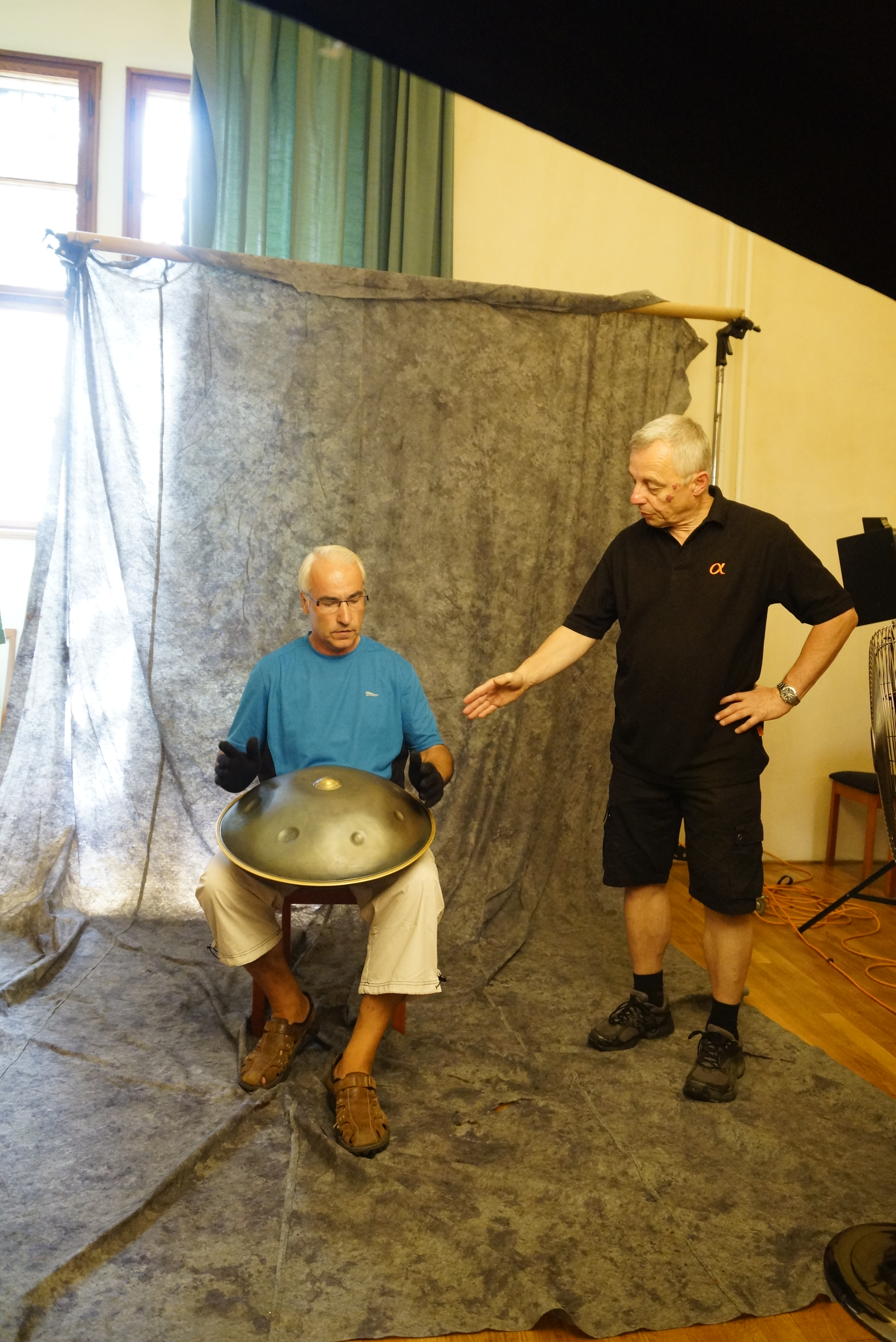
Fotografické pozadí na stojanovém držáku v improvizovaném ateliéru

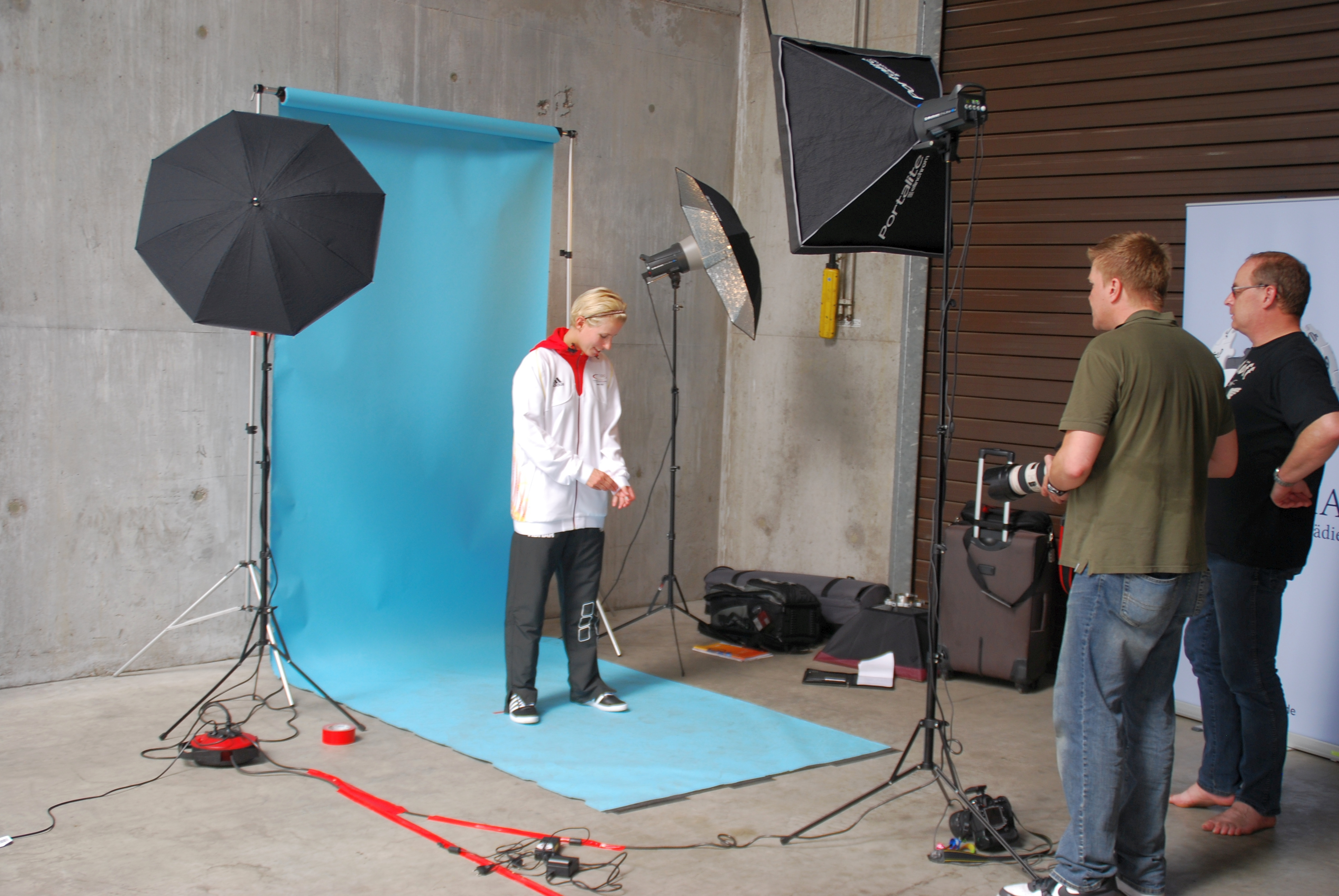
Modré fotografické pozadí "probíhá" ze svislé do vodorovné polohy a vytváří tak "nekonečné pozadí"

Hlavní články: Světlo ve fotografii a studiové osvětlení.
Fotografické pozadí je standardním vybavením fotografických ateliérů.

## Popis
Fotografické pozadí bývá k dispozici v rozmanitých barvách a velikostech. Co se týče materiálů existuje klasické papírové fotopozadí a nebo varianta z polyprophylenu nebo vinylu. Fotopozadí se uchycují buď na konstrukce se stativy nebo do rozpínacích trnů a držáků přímo na zeď ateliéru.
Takzvané nekonečné pozadí se vytvoří tak, že se plynule přejde ze svislé polohy do vodorovné, aby nebyla viditelná hrana, která by byla na pořízených snímcích rušivá. Některá fotografická studia mají ve spodní části stěn oblé rohy.

## Malované fotografické pozadí
Malované fotografické pozadí bylo přibližně v období od roku 1860 do roku 1920 standardním vybavením raných fotografických ateliérů.

## Fotografované pozadí

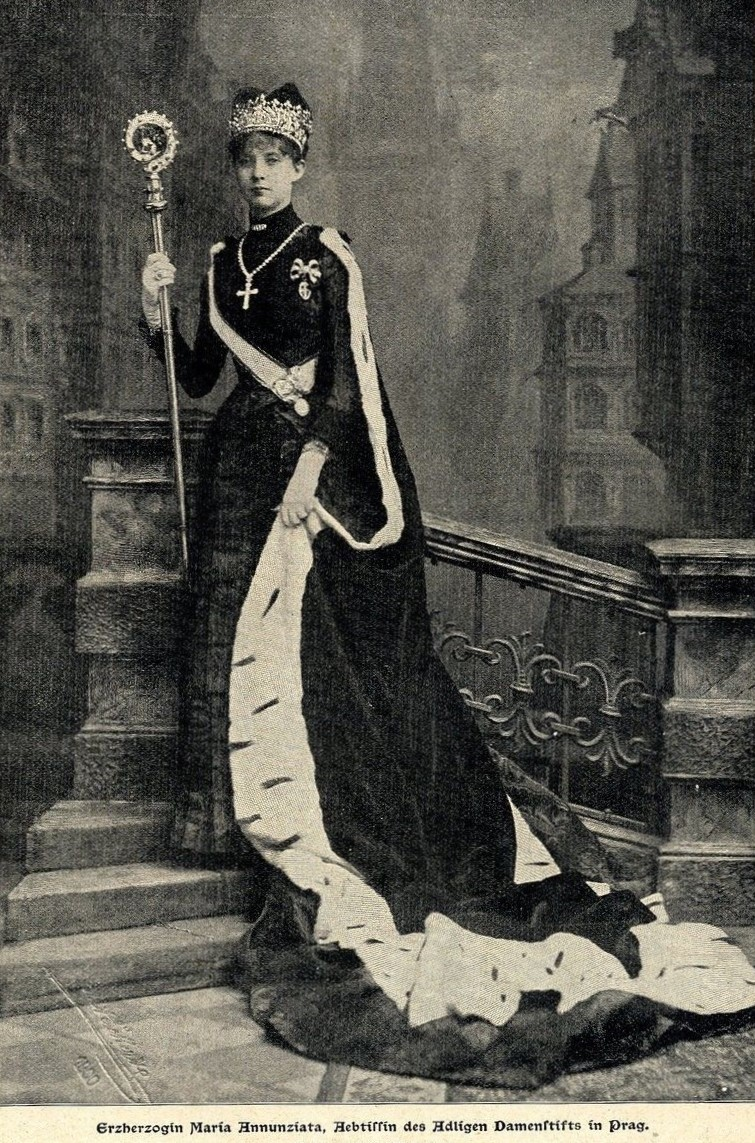
Heinrich Eckert: Marie Anunciáta Habsbursko-Lotrinská, 1901

Jde o druh fotografie ve fotografii, kdy je třeba portrétovanou osobu zasadit do jejího konkrétního prostředí. Tak například Jindřich Eckert v roce 1894 potřeboval na portrétu představené Tereziánského ústavu šlechtičen v Praze ukázat publiku město Prahu, nikoliv ústav, ve kterém je zavřená (a do kterého ani neměl přístup). Zkombinoval proto rozostřenou věž Staroměstské radnice, neurčený pražský dům a schodiště, podobné tomu na Křižovnickém náměstí u Karlova mostu.

## Estetika
Účinek tmavého a světlého pozadí na portrét.

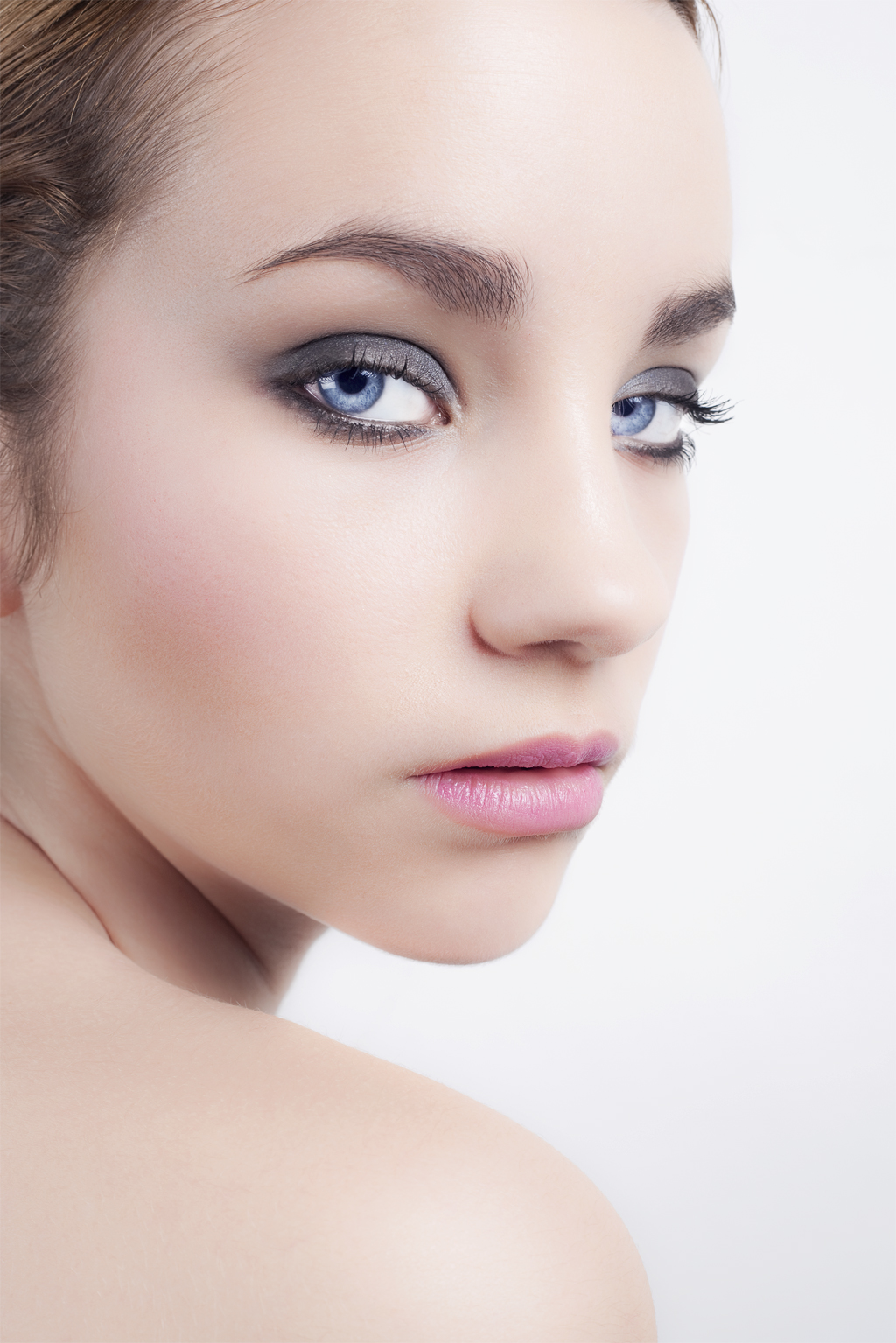
Portrét na světlém pozadí
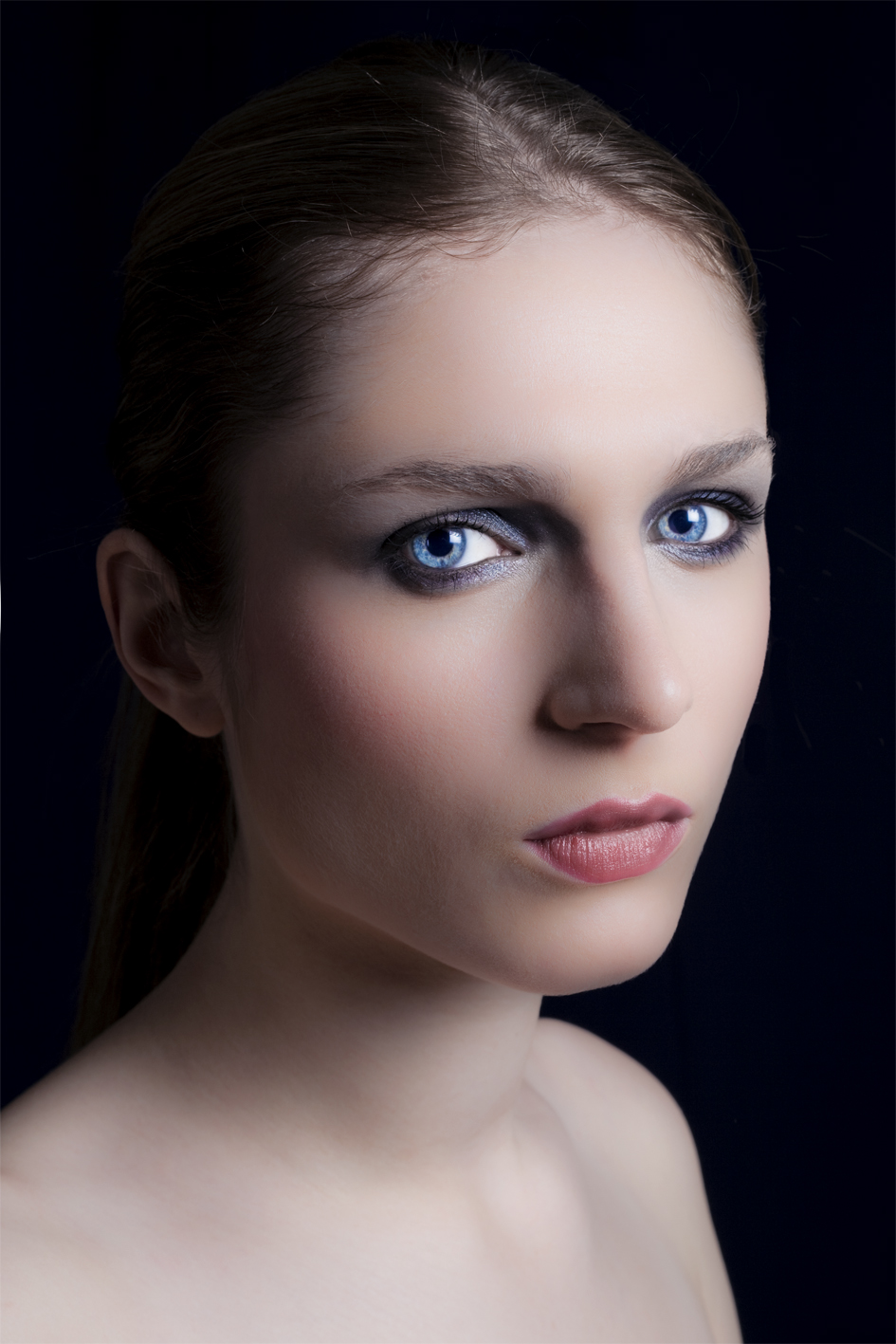
Portrét na tmavém pozadí, tmavé vlasy s pozadím splývají, více vynikne světlá pokožka modelky

Účinek tmavého a světlého pozadí ve fotografii skla.

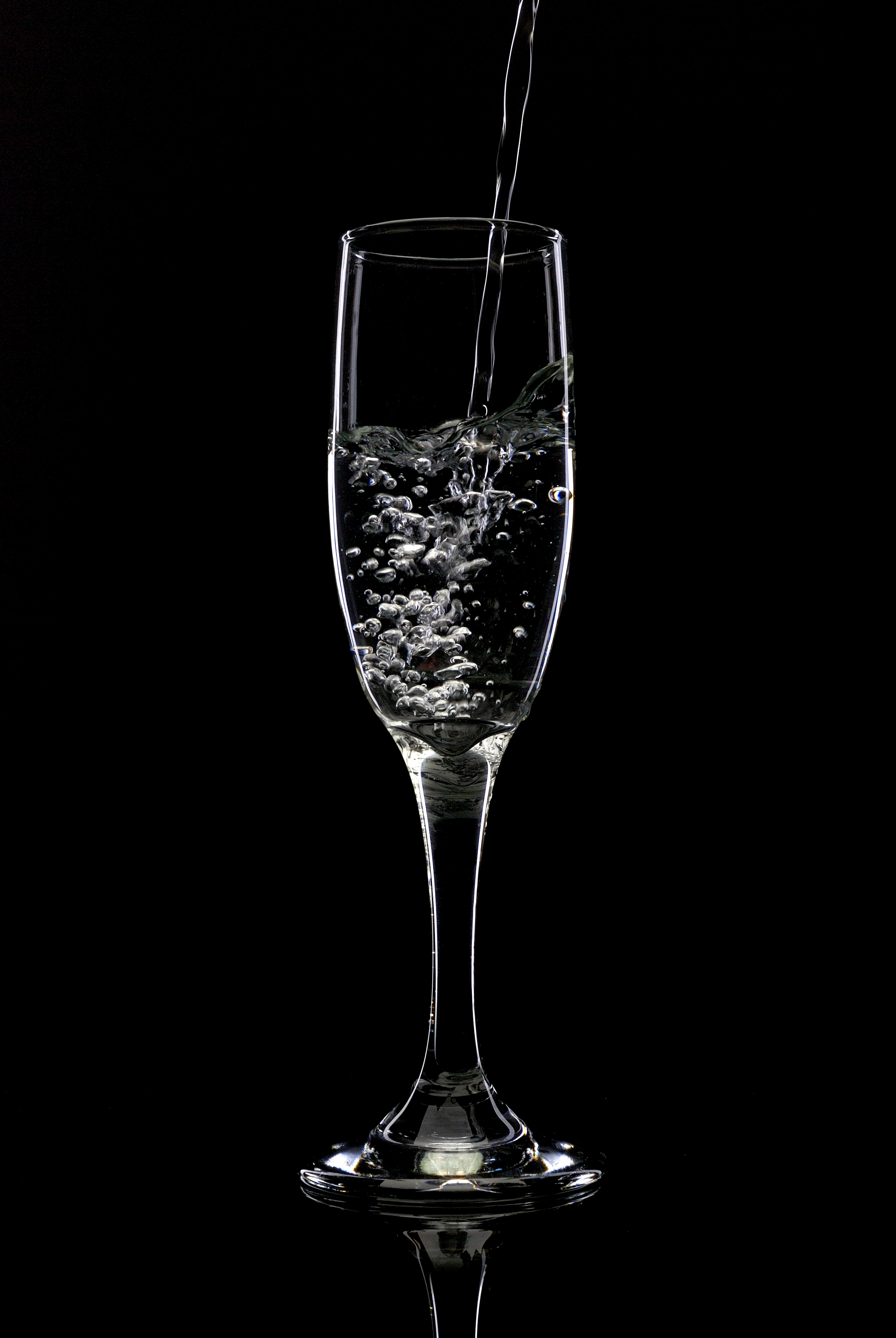
Černé pozadí zvýrazňuje tvar, strukturu a barevnost skla
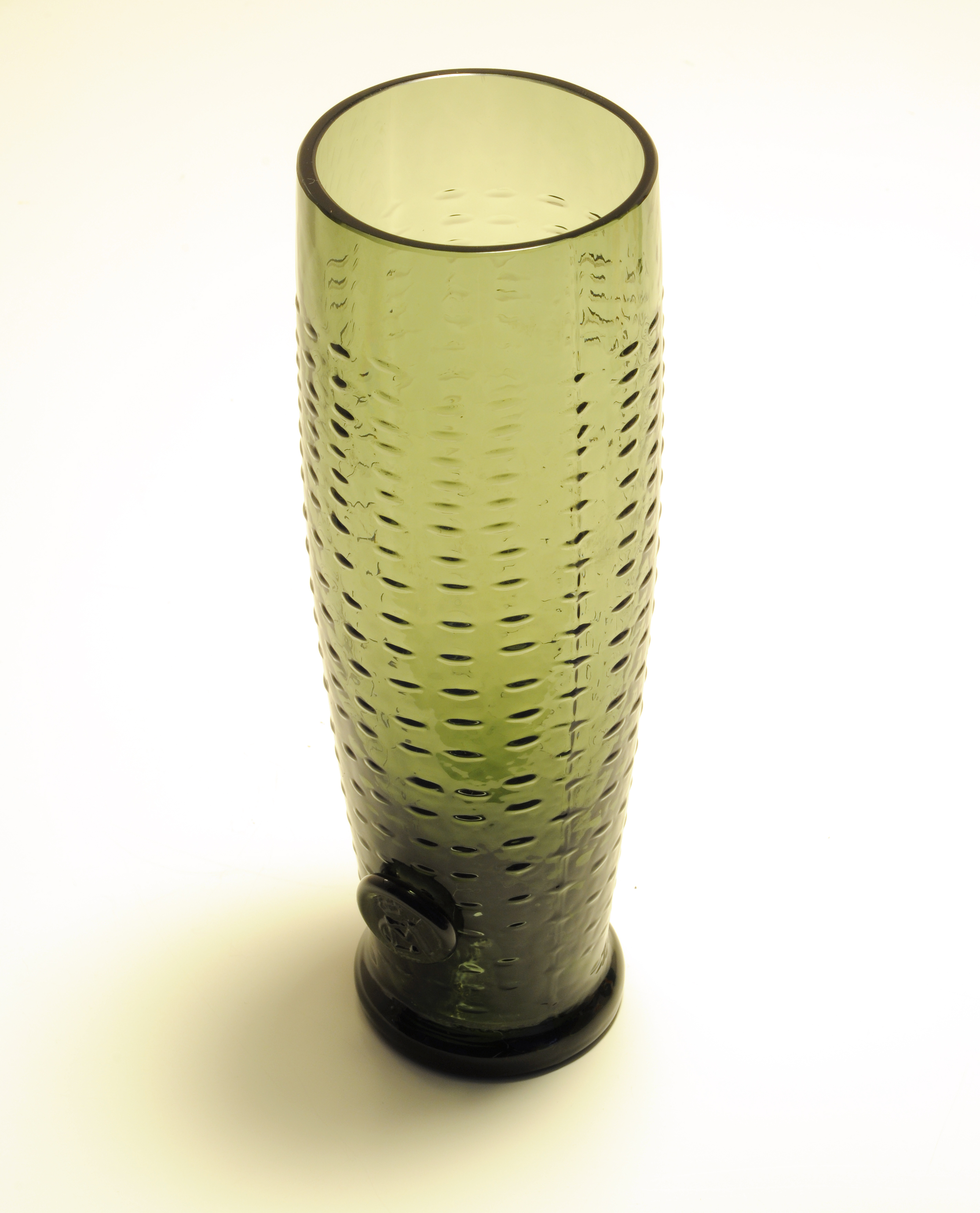
Světlé pozadí zvýrazní objem a plasticitu skla

## Galerie

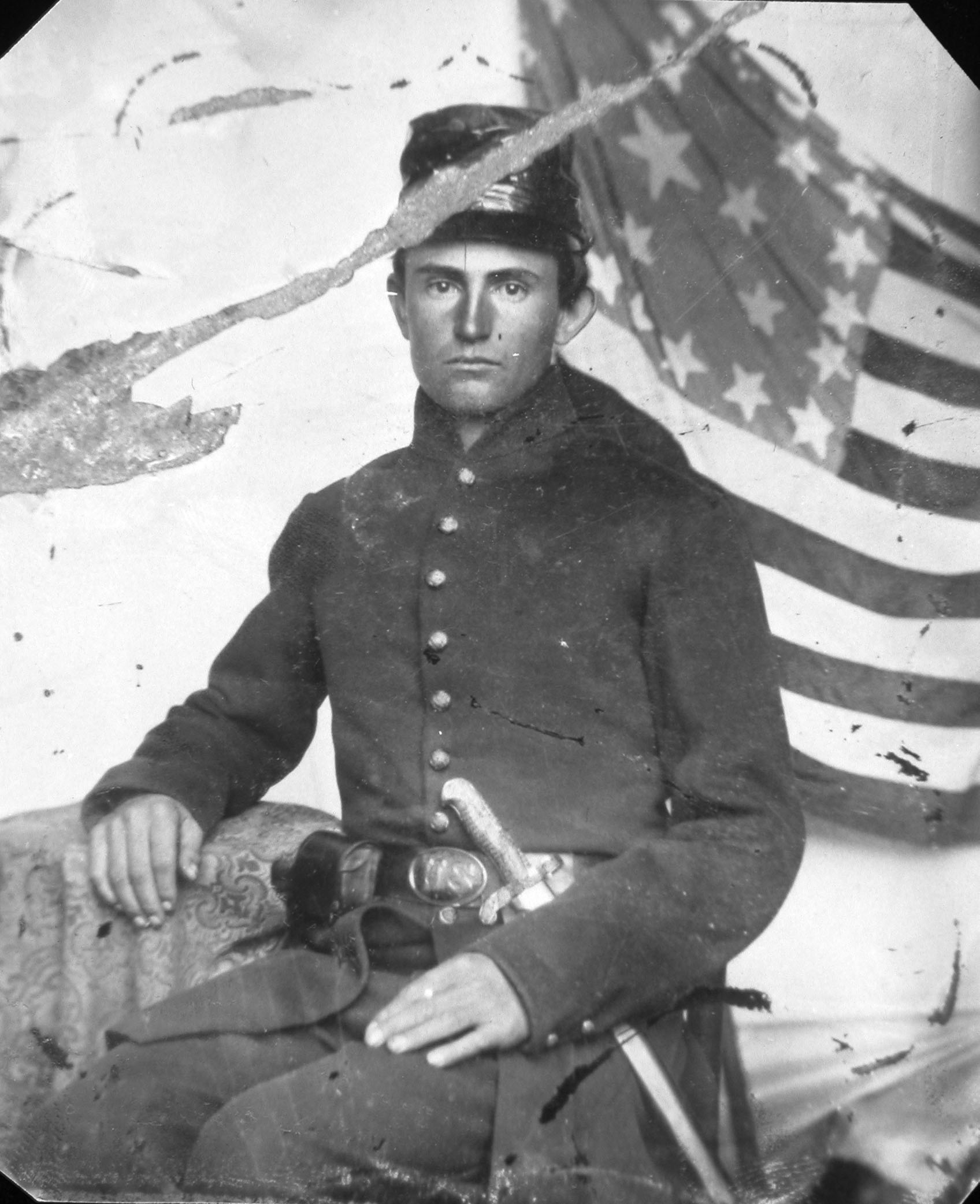
Illinois, 1862
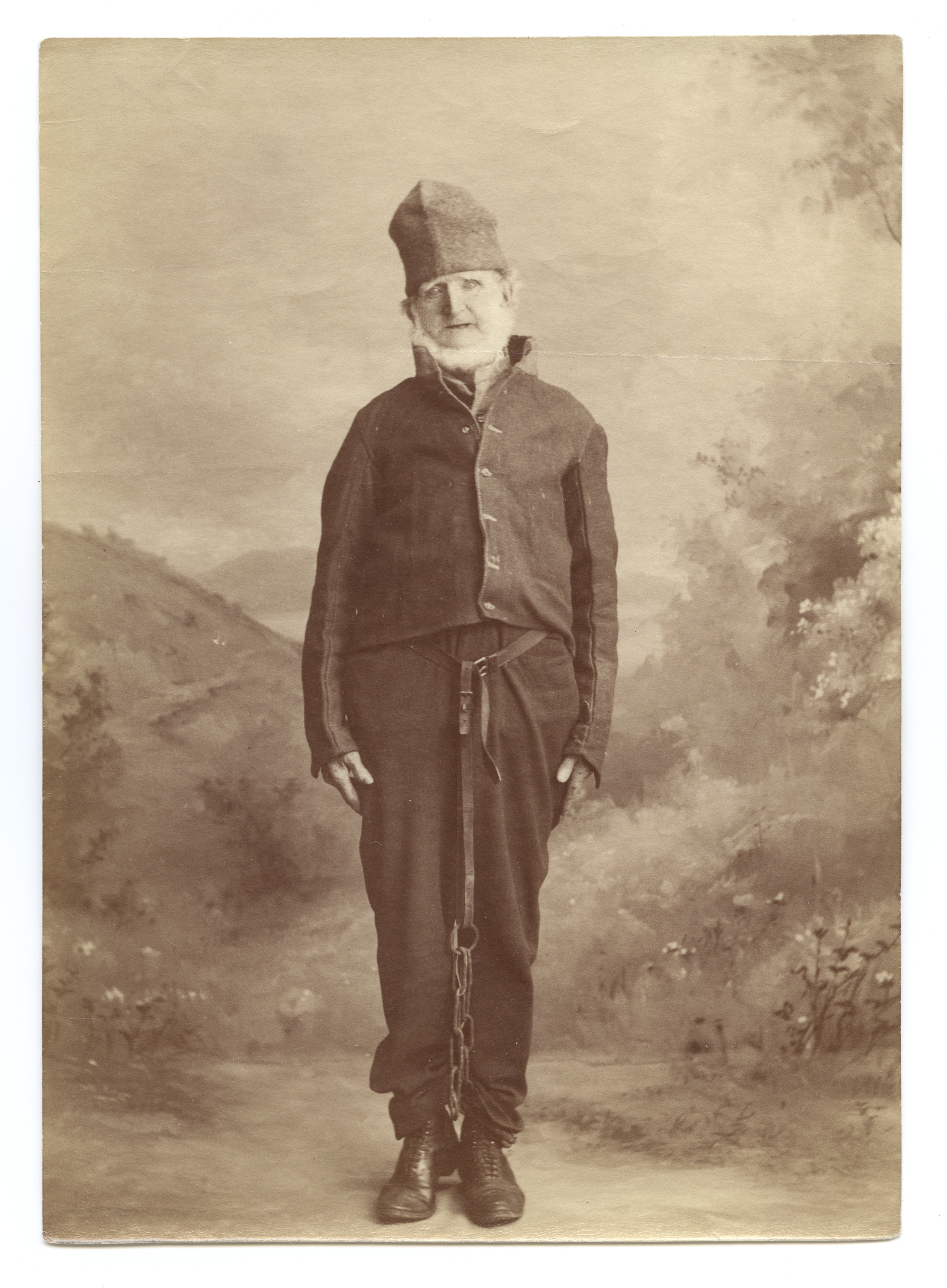
John Watt Beattie: Vězeň, Tasmánie, 1870-1880
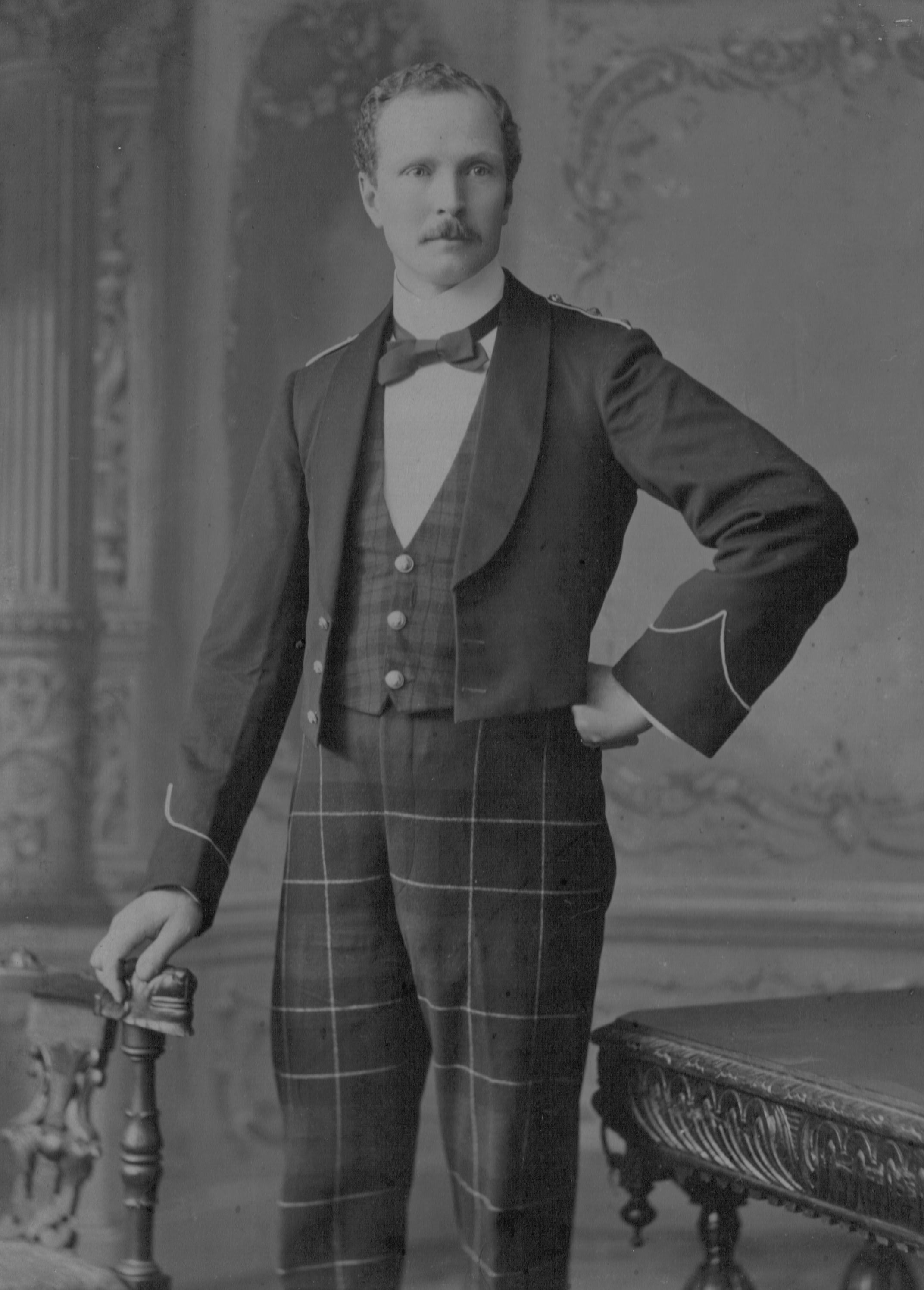
Skotsko, 1875
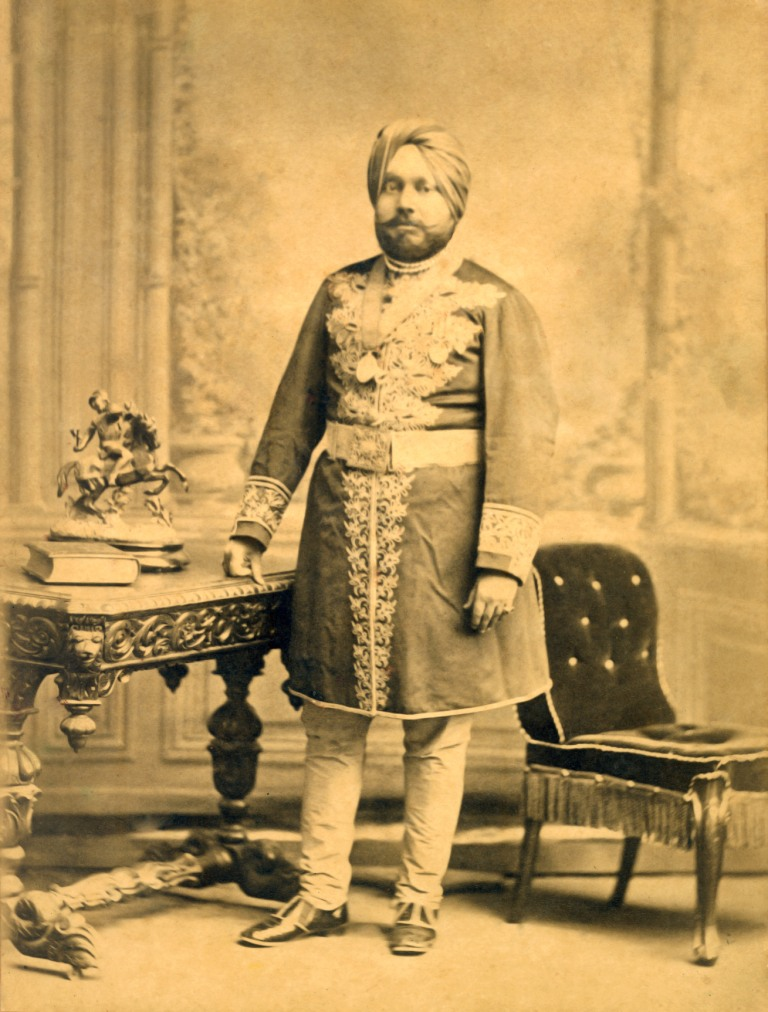
Indie, před 1877
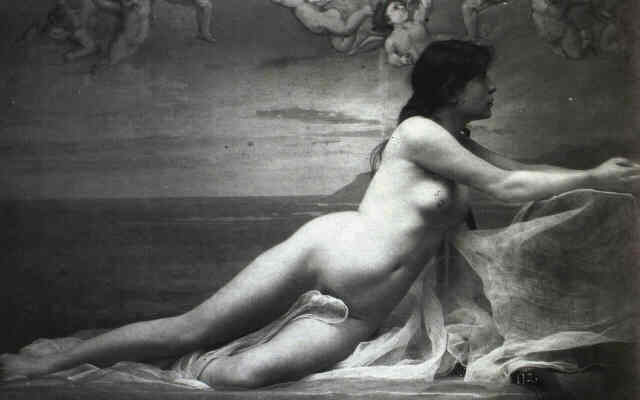
Gaudenzio Marconi: Akt, Francie, 1870-1879
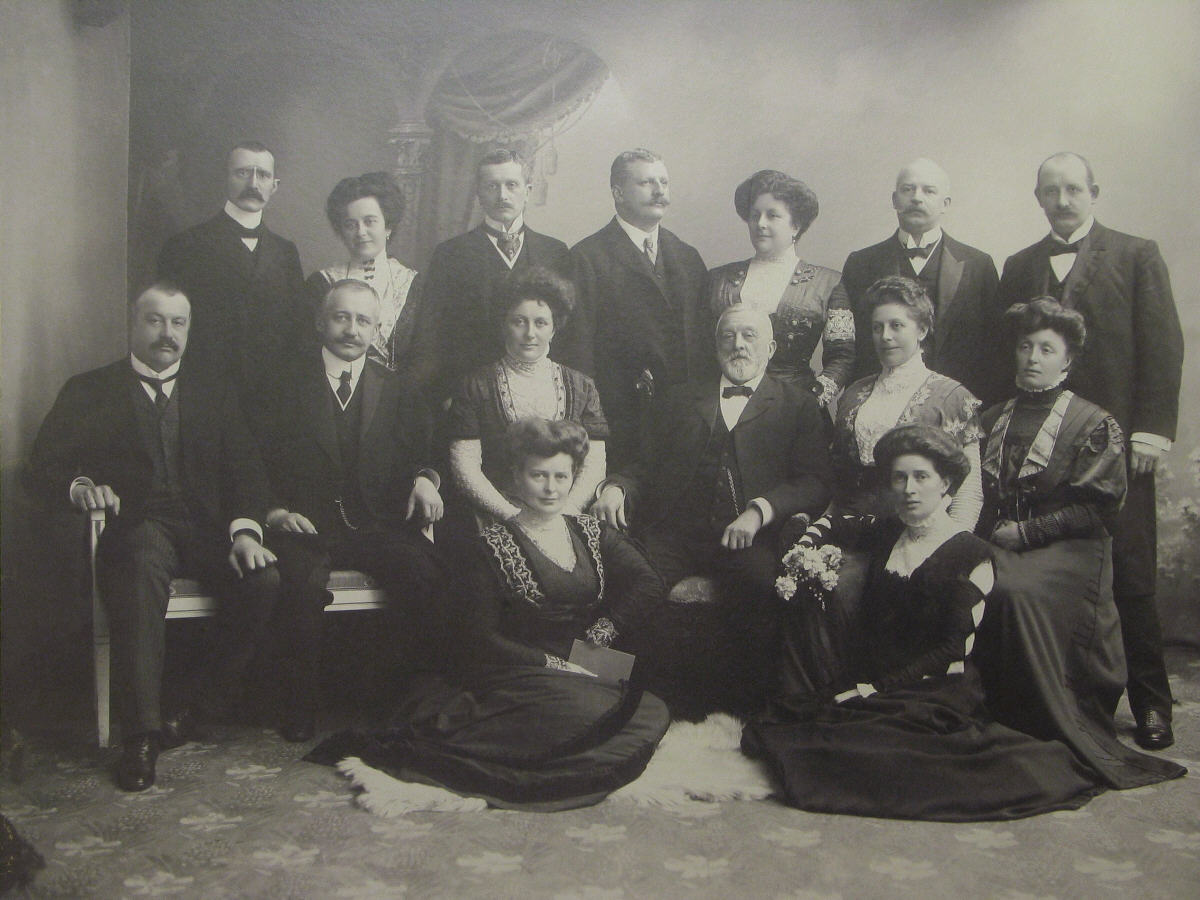
Skupinový portrét, 1903, místo neznámé
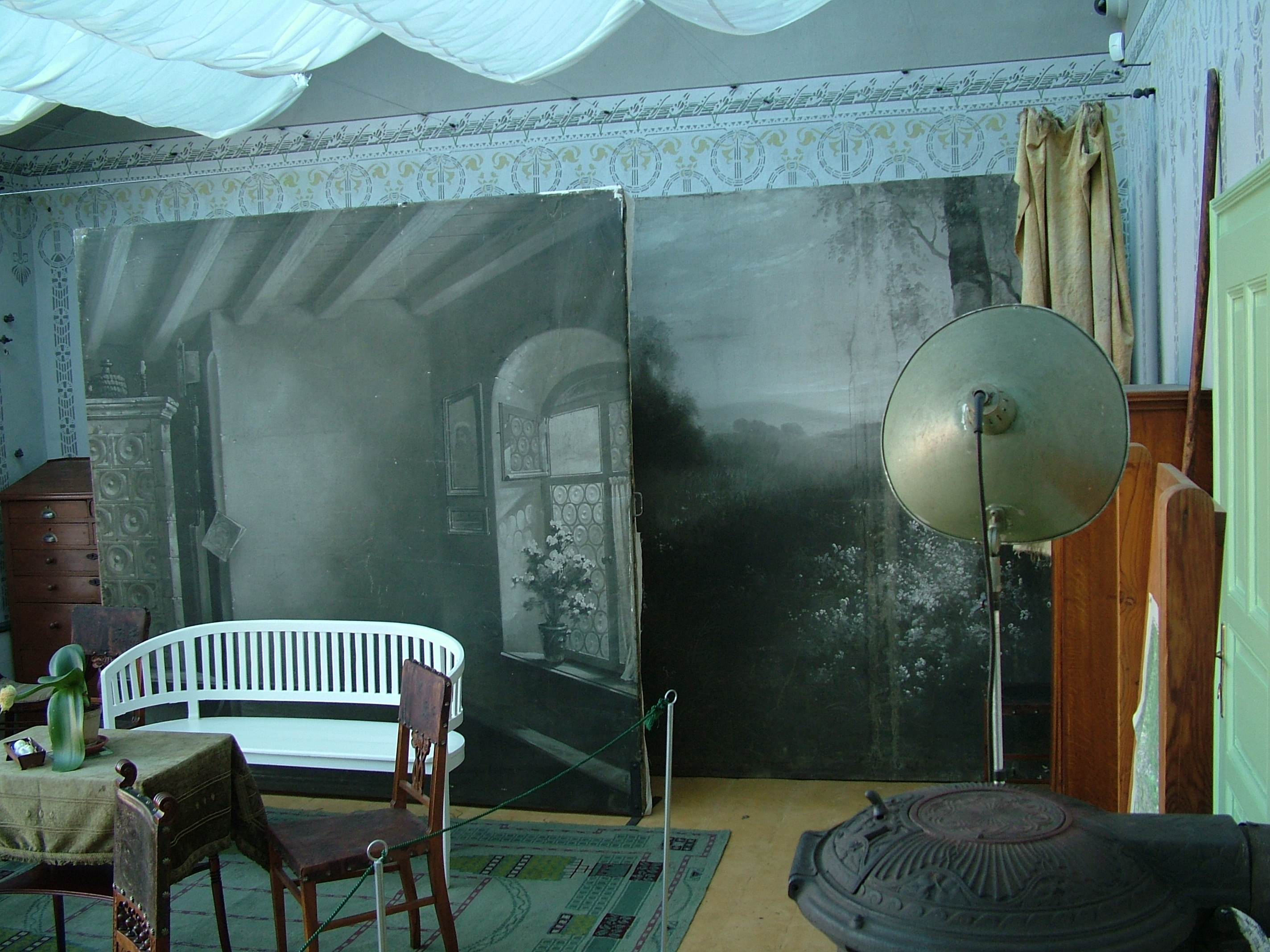
Malovaná pozadí v ateliéru Josefa Seidela v Českém Krumlově
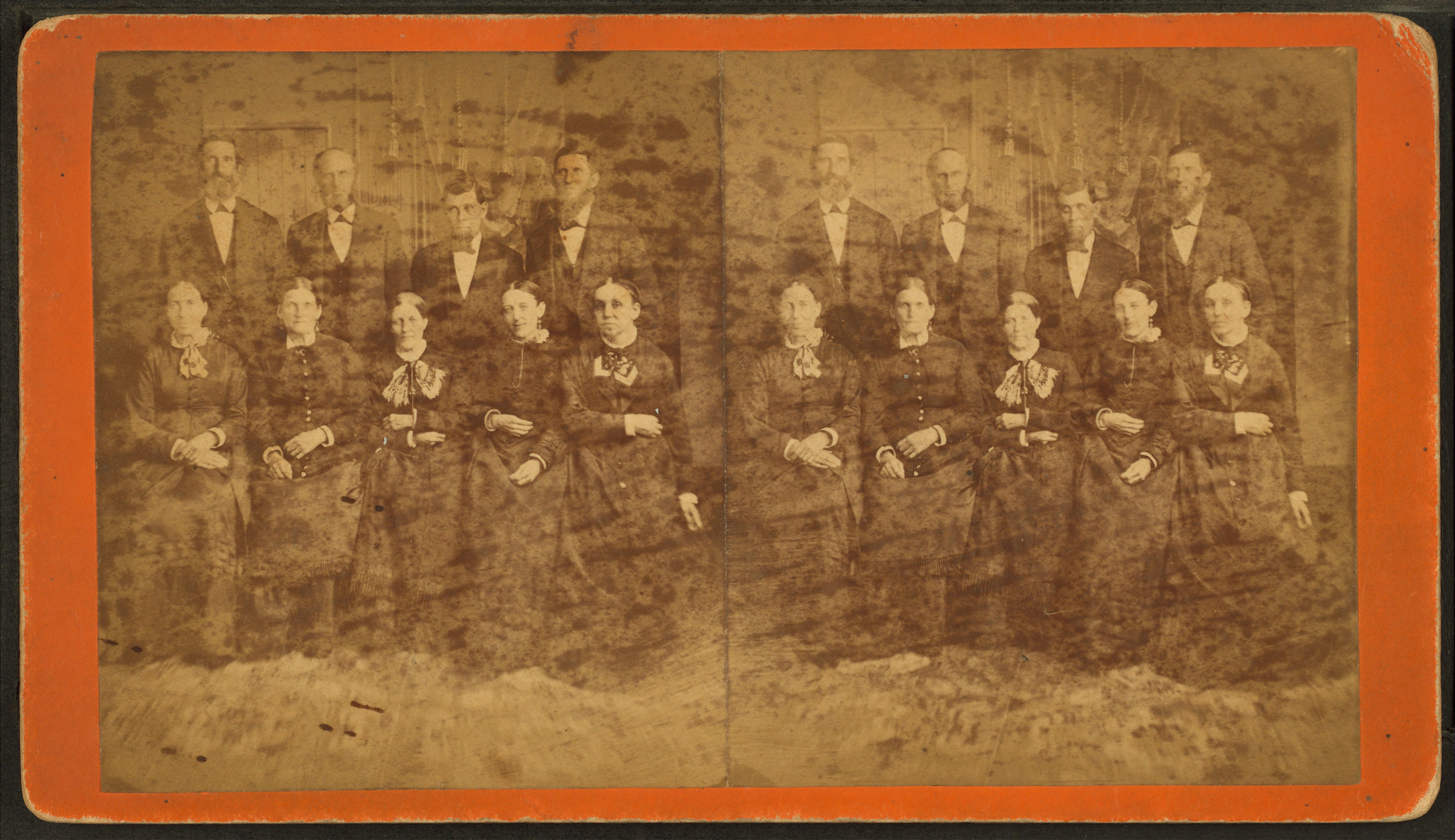
William C. Tuttle: Skupinový portrét, asi 1872-1886
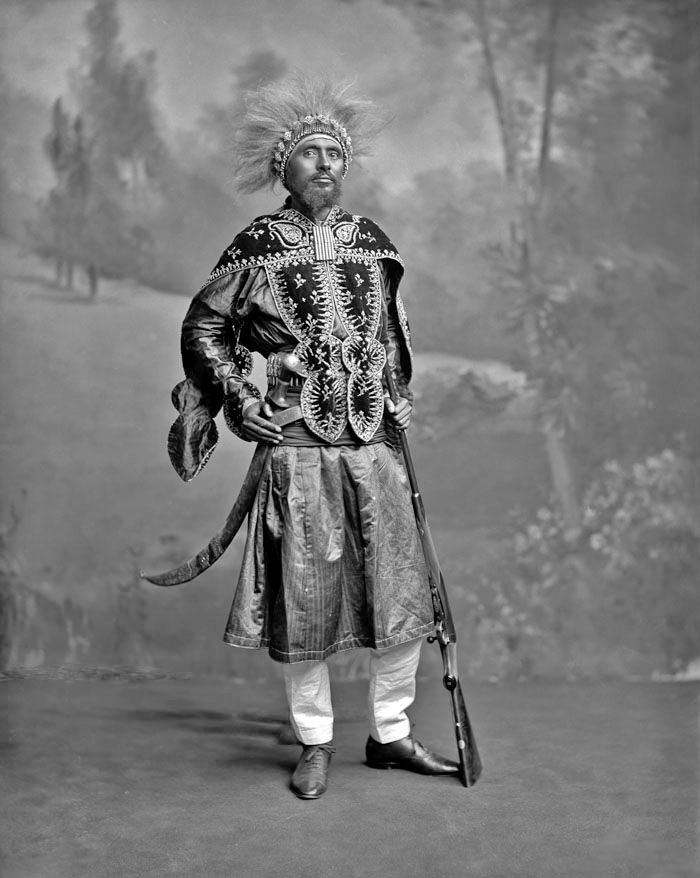
Lafayette Ltd: Ras Makonnen, Londýn, asi 1902
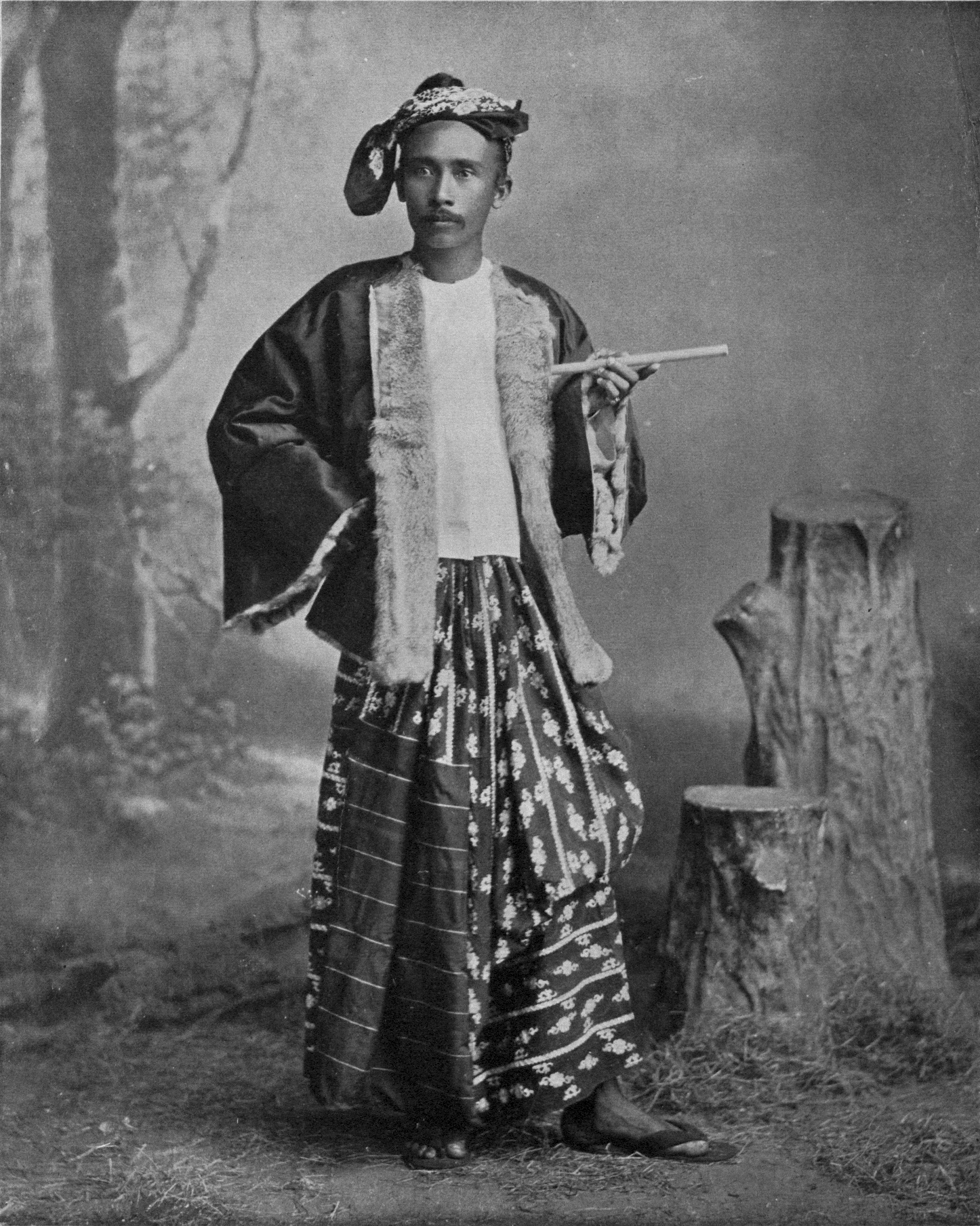
Philip Adolphe Klier: Muž z Myanmaru, 1890-1900
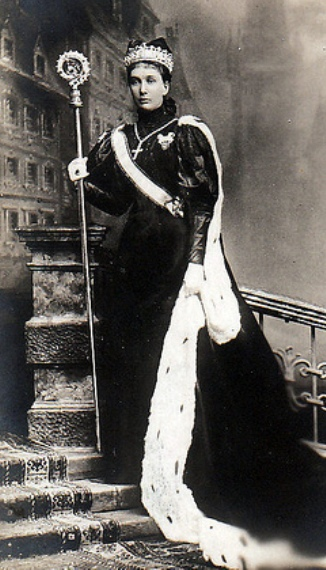
Kaleidoskop Prahy s abatyší Tereziánského ústavu, 1894-1895
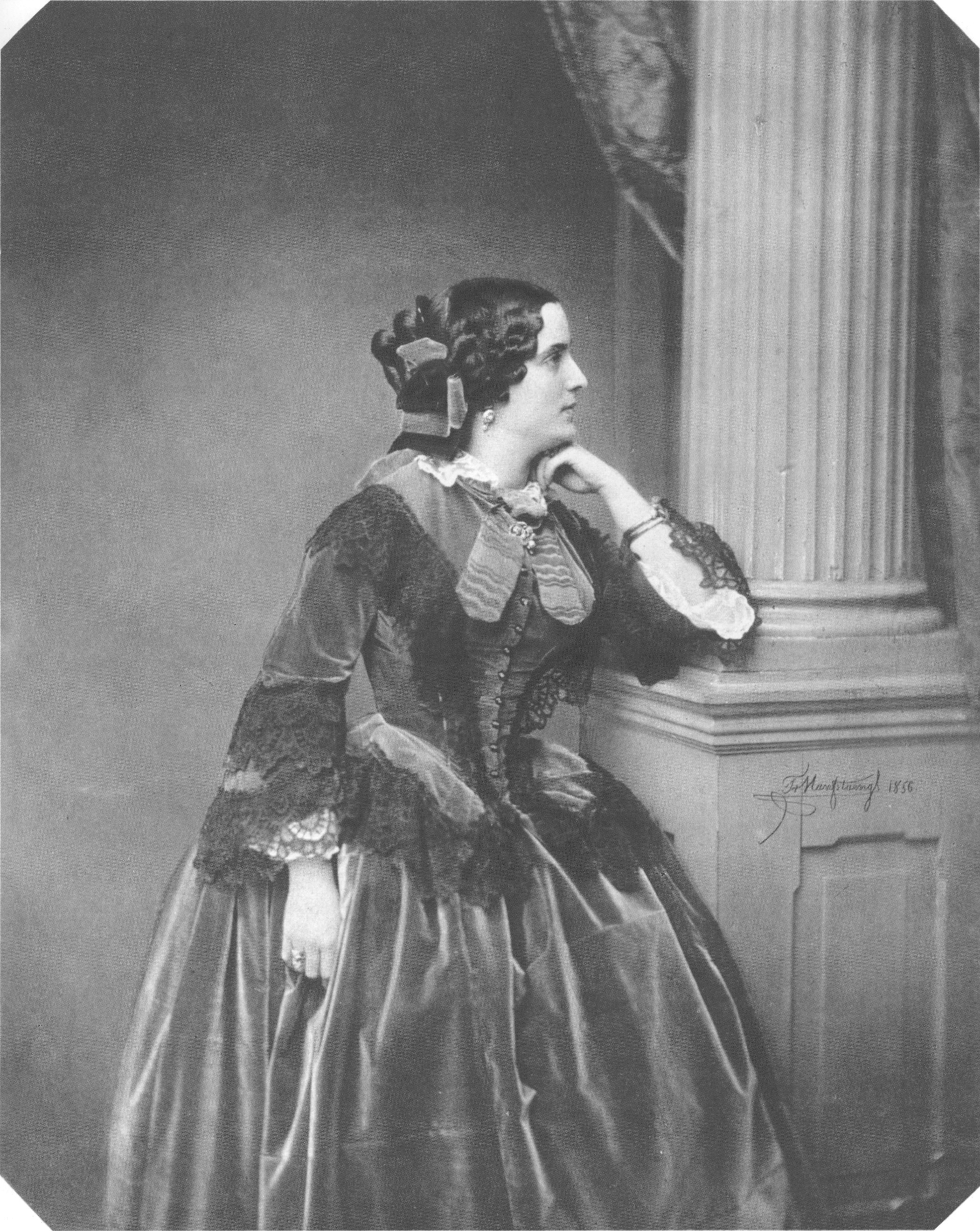
Franz Hanfstaengl: Pepita de Oliva, 1856, sloup je umělý a slouží jako rekvizita
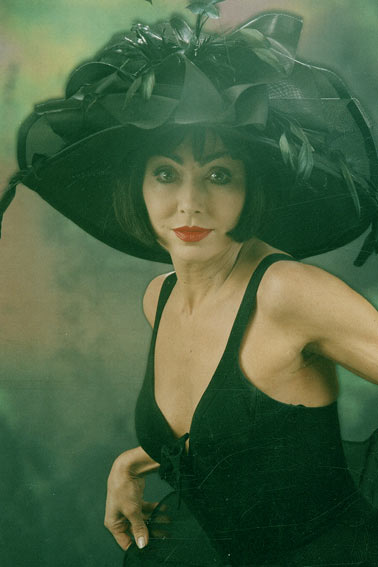
Foksal Web Studio: Ewa Kuklińska, portrét na barevném pozadí, 2008
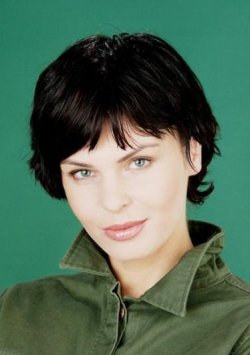
Foksal Web Studio: Renata Gabryjelska, portrét na barevném pozadí, 2008
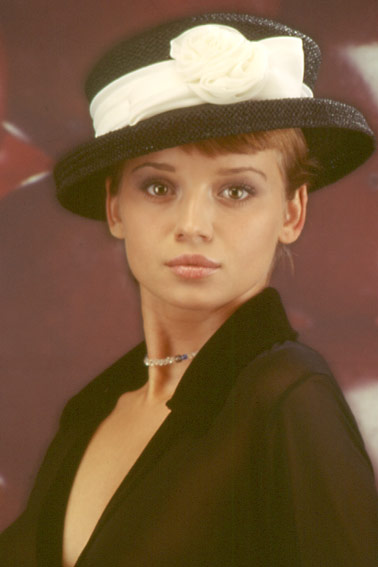
Foksal Web Studio: Anna Przybylska, portrét na barevném pozadí, 2008
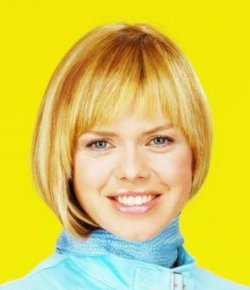
Foksal Web Studio: Anna Równicka, portrét na barevném pozadí, 2008
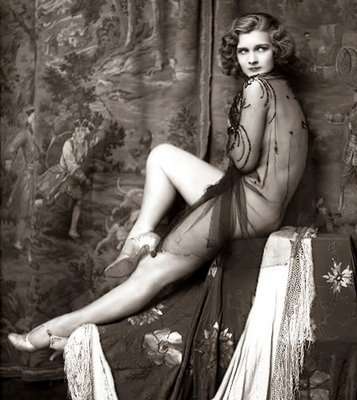
Alfred Cheney Johnston: Drucilla Strain, 1920, 33×26cm, Sbírka Gruber Collection